# ANGEL (男闘呼組の曲)
「ANGEL」（エンジェル）は男闘呼組の6枚目のシングル。1991年1月17日にBMGビクターから発売された。

## 内容
表題曲、カップリング共に初のメンバーによる自作曲で、共に4枚目のアルバム「I'm Waiting 4 You」に収録されている。
本シングルがグループにとってオリコンシングルチャート10位内に入った最後のシングルである。

## 収録曲
1. ANGEL
作詞：高橋一也、作曲：高橋一也・成田昭次、編曲:田中厚・男闘呼組
2. TEARS
作詞：小竹正人・成田昭次、作曲：成田昭次、編曲：田中厚・男闘呼組

## 参加ミュージシャン
- 前田耕陽 - ボーカル、キーボード
- 成田昭次 - ボーカル、ギター
- 高橋和也 - ボーカル、ベース
- 岡本健一 - ボーカル、ギター
  - 江口信夫 - ドラム
  - 田中厚 - キーボード

## 販売形態
| 規格 | 発売日        | リリース    | 品番   | 備考                                                                                  |
| ---- | ------------- | ----------- | ------ | ------------------------------------------------------------------------------------- |
| CT   | 1991年1月17日 | BMGビクター | BVSH-7 | A面：ANGEL（歌入り／オリジナル・カラオケ） B面：TEARS（歌入り／オリジナル・カラオケ） |
| CD   | 1991年1月17日 | BMGビクター | BVDH-7 | 1：ANGEL 2：TEARS                                                                     |

## 収録アルバム
- ANGEL
  - I'm Waiting 4 You（1991年）[3]
  - BEST OF BALLADS（1992年）[5]
  - HIT COLLECTION（1999年）[6]
- TEARS
  - I'm Waiting 4 You（1991年）[3]